# Stanley Clinton Davis
Stanley Clinton Davis (Hackney Downs, Londres, 6 de diciembre de 1928-11 de junio de 2023) fue un político inglés que formó parte de la Comisión Europea, poder ejecutivo de la Unión Europea de 1985 a 1989.

## Carrera política
Miembro del Partido Laborista, fue elegido diputado por la circunscripción de Hackney Central en las elecciones generales de 1970, permaneciendo en su escaño hasta que la circunscripción fue abolida para las elecciones generales de 1983. Davis fue ministro de comercio desde 1974 a 1979 en el gobierno laborista.
Fue nombrado Comisario Europeo en la Comisión Delors, siendo el responsable de las cartera de Medio Ambiente, Asuntos de los Consumidores y Transporte. Al finalizar su mandato en la Comisión, abandona la política europea, volviendo a ser ministro de Comercio e Industria en el Reino Unido tras la victoria de Tony Blair en 1997. En la Comisión Europea, en Medio Ambiente le sustituyó Carlo di Meana y en Transporte y Asuntos de los Consumidores Karel van Miert.